# Nek (álbum)
Nek es el nombre del álbum debut homónimo en castellano del cantautor italiano Nek, Fue lanzado al mercado por WEA International el 3 de marzo de 1997.

## El disco
Este disco viene precedido por el gran éxito de la versión en italiano (Lei, gli amici e tutto il resto) en todo el mercado europeo. Siendo el primer disco en castellano y titulándose Nek. La reacción del público es excepcional y consigue vender 2.000.000 copias en todo el mundo, publicándose en Latinoamérica, incluyendo Brasil. Pronto recibe el disco de oro en Argentina y México por su versión en castellano. De esta manera Nek se confirma como un gran artista internacional.
Nek escribe acerca del disco en su página web: 
"Puedo definirlo tranquilamente como el álbum de mi segunda vida. Nuevo equipo de trabajo, nuevo productor, una total libertad de composición, un nuevo grupo de músicos, con los cuales he pasado cinco años de mi carrera artística, y por último, la posibilidad de firmar un contrato con una gran casa discográfica. Escribí en poco más de un mes tantísimo material que habría podido publicar un álbum doble.
En los estudios se grabó en directo: bajo, batería y guitarra al unísono. Los teclados y las voces sucesivamente, para poder dar a las canciones ese espíritu libre, esa garra, esa energía imprescindible que sólo la música en directo es capaz de transmitir.
Cuando dije a Máximo Giuliano (director general Warner Italia) que tenía una canción interesante para San Remo canceló todos los compromisos de su agenda y me esperó en su despacho para escucharla. Llegué con la guitarra bajo el brazo acompañado de otros miembros de la casa discográfica.
Entoné las primeras notas de la canción: "Laura non c’è, da da da da…"(porque la letra todavía no la había escrito).
No me dejaron seguir, enseguida me interrumpieron diciendo: "La tenemos… ¡¡Qué fuerte!!".
Increíble, no había cantado ni dos líneas de la canción, una en italiano y otra en inglés inventado y se ve que fueron suficientes para abrir las puertas de mi futuro."

## Canciones
1. «Laura no está»: Nek, Massimo Varini, Antonello de Sanctis (traducida y adaptada por Raquel Díaz y Nuría Díaz) - 3:46
2. «Tu nombre»: Nek, Massimo Varini, Antonello de Sanctis (traducida y adaptada por Raquel Díaz y Nuría Díaz) - 3:59
3. «Espérame»: Nek, Massimo Varini, Antonello de Sanctis (traducida y adaptada por Raquel Díaz y Nuría Díaz) - 4:53
4. «Tú estás aquí»: Nek, Massimo Varini, Antonello de Sanctis (traducida y adaptada por Raquel Díaz y Nuría Díaz) - 4:19
5. «Tú»: Nek, Massimo Varini, D. Poggiolini (traducida y adaptada por Raquel Díaz y Nuría Díaz) - 4:06
6. «Dime porqué»: Nek, Massimo Varini, Antonello de Sanctis (traducida y adaptada por Raquel Díaz y Nuría Díaz) - 3:45
7. «Cómo vivir sin ti»: Nek, Massimo Varini, Antonello de Sanctis (traducida y adaptada por Raquel Díaz y Nuría Díaz) - 3:52
8. «Nada como vivir»: Nek, Massimo Varini, Antonello de Sanctis (traducida y adaptada por Raquel Díaz y Nuría Díaz) - 3:55
9. «Queda mucho más»: Nek, Massimo Varini, Antonello de Sanctis (traducida y adaptada por Raquel Díaz y Nuría Díaz) - 4:12
10. «Seguimos juntos»: Nek, Massimo Varini, Antonello de Sanctis (traducida y adaptada por Raquel Díaz y Nuría Díaz) - 3:09
11. «Laura no está (radio vocal version)»: Nek, Massimo Varini, Antonello de Sanctis (traducida y adaptada por Raquel Díaz y Nuría Díaz) (Remezclado por Lino Lodi, Stefano Mango & Gianni Coletti de Express of Sound; teclados: Francesco Contadini) - 3:58

## Curiosidades
La canción «Tú estás aquí» («Tu sei, tu sai») está inspirada en una poesía de Jacques Prévert, Quand tu dors.
Hay múltiples versiones de «Laura non c'è» aparte de la italiana y española: 
- «Laura is away»: versión en inglés hecha por Nek.
- «Laura»: versión italofrancesa cantada por Nek a dúo con Céréna.
- «Laura no está»: versión en castellano interpretada en forma de bachata por el cantante y músico dominicano Fernando Villalona.
- «Skepsou Kala»: versión en griego interpretada por Nektarios Sfyrakis.
- «Laura ist fort»: versión en alemán interpretada y remezclada por el cantante Oliver Lukas.
- «Voor altijd»: versión en holandés interpretada por Wim Soutaer.

Esta canción fue inspirada por la también cantante Laura Pausini.